# Płatkonos żółtobrzuchy
Płatkonos żółtobrzuchy (Loboparadisea sericea) – gatunek małego ptaka z rodziny płatkonosów (Cnemophilidae). Jedyny przedstawiciel rodzaju Loboparadisea. Endemit Nowej Gwinei. Skryty i słabo poznany gatunek, nie jest zagrożony wyginięciem.

## Podgatunki
Wyróżnia się dwa podgatunki:
- Loboparadisea sericea sericea – góry Nowej Gwinei
- Loboparadisea sericea aurora – góry Herzog i górny bieg rzeki Jimi (wschodnia Nowa Gwinea)

## Morfologia
Długość ciała około 17 cm; masa ciała 50–77 g.
Nie występuje dymorfizm płciowy. Ma szary dziób z niebieskawą naroślą. Brązowe głowa, grzbiet, nogawice, skrzydła oraz ogon. Cała reszta, czyli spód ciała i kuper żółte. Nogi są szare.

## Środowisko
Zasiedla pierwotne górskie lasy Nowej Gwinei, sporadycznie odwiedza lasy wtórne. Występuje w przedziale wysokości 600–2000 m n.p.m., ale głównie powyżej 1200 m n.p.m.

## Status
Międzynarodowa Unia Ochrony Przyrody (IUCN) od 2022 roku uznaje płatkonosa żółtobrzuchego za gatunek najmniejszej troski (LC – Least Concern); wcześniej klasyfikowała go jako gatunek bliski zagrożenia (NT, Near Threatened). Liczebność populacji nie została oszacowana, ale ptak ten opisywany jest jako lokalnie pospolity. Trend liczebności populacji uznawany jest za stabilny.